# 스테파노스 아타나시아디스
스테파노스 아타나시아디스(그리스어: Στέφανος Αθανασιάδης, 1988년 12월 24일 ~ )은 그리스의 전 축구 선수로, 현역 시절 포지션은 스트라이커였다.